# Rhaebo nasicus
Bufo nasicus és una espècie d'amfibi que viu a la Guaiana, Veneçuela i, possiblement també, al Brasil.